# Forbrugsgode
Et forbrugsgode eller en forbrugsvare er indenfor økonomi et hvert gode eller vare som produceres med henblik på at tilfredsstille ønsker eller behov hos en forbruger.
Forbrugsgoder er goder, der i sidste ende forbruges i stedet for at blive benyttet til produktion af andre goder. For eksempel udgør en mikroovn eller en blender der sælges til en forbruger et forbrugsgode eller en forbrugsvare, mens komponenterne der sælges til brug i forbrugsvaren udgør halvfabrikater. For eksempel dæk til bilindustrien eller kobber, som kan bruges til frembringelsen af andre varer.
Når der udregnes bruttonationalprodukt inkluderes kun nye forbrugsgoder i beregningerne, produktion fra tidligere år som ikke er solgt eller gensælges udgår for at undgå at de tælles med flere gange. Indenfor denne definition af forbrugsgode inkluderes også serviceydelser.
Fabrikerede varer er varer, der er forædlede. Dette er i modsætning til råvarer, men halvfabrikater regnes også som fabrikerede varer.

## Klassificering

### Efter levetid
Forbrugsgoder kan klassificeres i følgende kategorier:
1. Varige forbrugsgoder
2. Ikke-varige forbrugsgoder
3. Service

Varige forbrugsgoder har normalt en betydelig levetid på minimum et års garantiperiode og en forskellig maksimum levetid. Eksempler er biler, ejendomme og elektronik.
Ikke-varige forbrugsgoder købes med henblik på et umiddelbart forbrug eller til brug indenfor en kort tidshorisont. Generelt varier levetiden fra få minutter og op til tre år. Eksempler er mad, tøj og benzin.
Service er ikke fysiske objekter, de kan ikke ses, føles eller smages af forbrugere, men de giver stadig forbrugeren en tilfredsstillelse. De produceres og forbruges på samme tid. Eksempler er frisørbesøg, bilreparationer og havepleje.

### Efter forbrugerens indkøbsvaner
Forbrugsgoder kan klassificeres i følgende kategorier bestemt af forbrugerens indkøbsvaner:
1. Dagligvarer
2. Udvalgsvarer
3. Specialvarer
4. Usøgte varer

#### Dagligvarer
Dagligvarer er varer der er let tilgængelige for forbrugeren og ikke kræver den store indsats at få fat i. De kan normalt klassificeres som ikke-varige forbrugsgoder og omfatter også fastfood og tobak. Dagligvarer sælges på engrosbasis og detailbasis og typisk i varehuse, supermarkeder og nærbutiker. 
Dagligvarer kan endvidere kategoriseres i:
- Stabile dagligvarer
- Impulsdagligvarer

De stabile dagligvarer er forbrugerens basisvarer. De købes ofte efter en indkøbsseddel og inkluderer mælk, brød og sukker.
Impulsdagligvarer er forbrugerens ikke-prioriterede varer. De købes uden nogen nærmere planlægning blot impulser. Eksempler er chips, slik, is og læskedrikke.

#### Udvalgsvarer
Udvalgsvarer er forbrugsvarer, som tager en del tid og planlægning at indkøbe. Forbrugeren foretager en del udvælgelser og sammenligninger baseret på forskellige parametre som pris, mærke, stil, komfort, osv. inden at der foretages et køb. Udvalgsvarer er dyrere end dagligvarer og udgør en forbrugsvare med en længere levetid. Udvalgsvarebutikker lokaliserer sig ofte i aktive shopping-områder, hvor de søger at fange forbrugerens opmærksomhed, reklamer bruges også flittigt. Udvalgsvarebutikker omfatter typisk varehuse, stormagasiner og specialbutikker.
Eksempler er tøj, forbrugerelektronik, fodtøj og møbler. 

#### Specialvarer
Specialvarer er varer med en unik natur, det er usædvanlige og luksuriøse ting på markedet. Flest specialvarer købes af velhavere, eftersom at de er dyre og ofte er svære for den øvrige befolkning at få råd til. Virksomhedernes reklamer er målrettet de mest velhavende. Disse varer er ikke nødvendigheder, men købes på baggrund af personlige præferencer og ønsker. Mærkevarer, egenart og specielle detaljer på en ting er væsentlige attributter som skal tiltrække forbrugere og få dem til at købe varerne. Eksempler er antikviteter, smykker, bryllupstøj og biler.

#### Usøgte varer
Usøgte varer er varer, som hverken er nødvendige varer eller specialvarer. Disse varer er tilgængelige på markedet hele tiden, men købes kun af få forbrugere, enten med baggrund i deres interesser eller deres specielle behov. Den almindelige befolkning køber kun sjældent disse varer. Eksempler er snesko og brandslukkere.

## Forbrugsmønstre
Klassificeringen efter forbrugerens præferencer giver anledning til forskellige forbrugsmønstre:
1. Nærbutik – dagligvare. Forbrugeren foretrækker at købe det mest tilgængelige produktmærke i den lettest tilgængelige butik.
2. Nærbutik – udvalgsvare. Forbrugeren udvælger sit køb ud fra sortimentet i de lettest tilgængelige butikker.
3. Nærbutik – specialvare. Forbrugeren køber sit favoritmærke fra den lettets tilgængelige butik, som har varen på lager.
4. Udvalgsvarebutik – dagligvare. Forbrugeren er ligeglad med produktmærke men undersøger flere butikker for at sikre bedre service og priser.
5. Udvalgsvarebutik – udvalgsvare. Forbrugeren sammenligner faktorer i forhold til detailhandelskøbet og faktorer i forhold til produktmærket.
6. Udvalgsvarebutik – specialvare. Forbrugeren har en stærk præference i forhold til produktmærket, men besøger en række butikker for at sikre den bedste service og eller pris.
7. Specialbutik – dagligvare. Forbrugeren foretrækker at handle i en bestemt butik men er ligeglad med produktmærket.
8. Specialbutik – udvalgsvare. Forbrugeren foretrækker at handle i en bestemt butik, men har ikke besluttet hvilket produktmærke vedkommende ønsker og undersøger derfor butikkens udvalg for at opnå det bedste køb.
9. Specialbutik – specialvare. Forbrugeren har både en præference for en bestemt butik og et bestemt produktmærke.